# Papel continuo

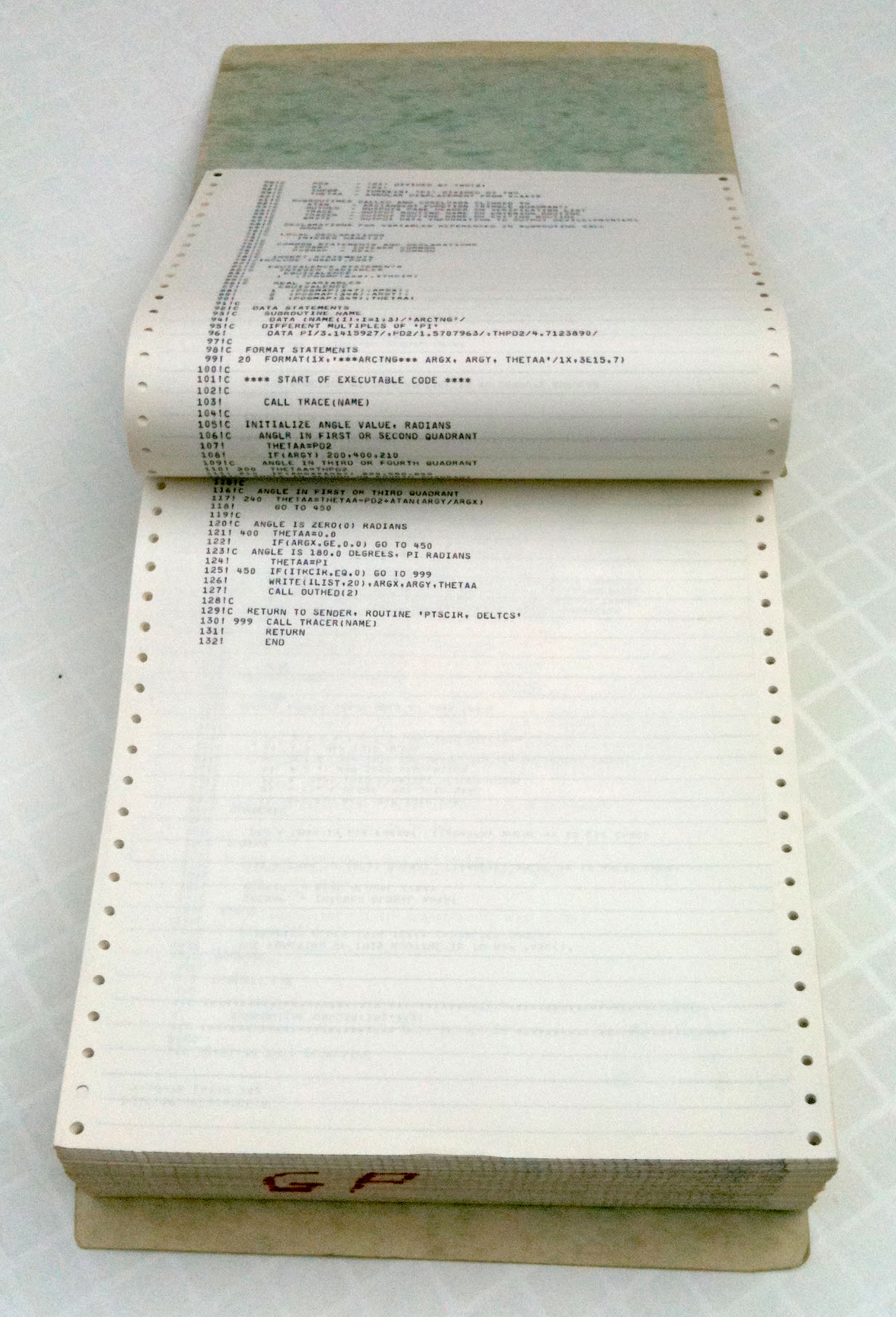
Un programa informático impreso en papel continuo.

El papel continuo es un tipo de papel diseñado para usar con impresoras de matriz de puntos e impresoras de líneas. Consta de numerosas hojas (usualmente 500 o 1000) plegadas y unidas en una sola hoja sin fin. Otro nombre muy usado para el papel continuo es papel fan-fold y papel plegado. Puede ser de hoja simple, o de hoja múltiple con carbónico entre las hojas, para obtener dos, tres o más copias. En este último caso, también puede estar hecho con papel químico o de copia sin carbónico.

## Composición y forma

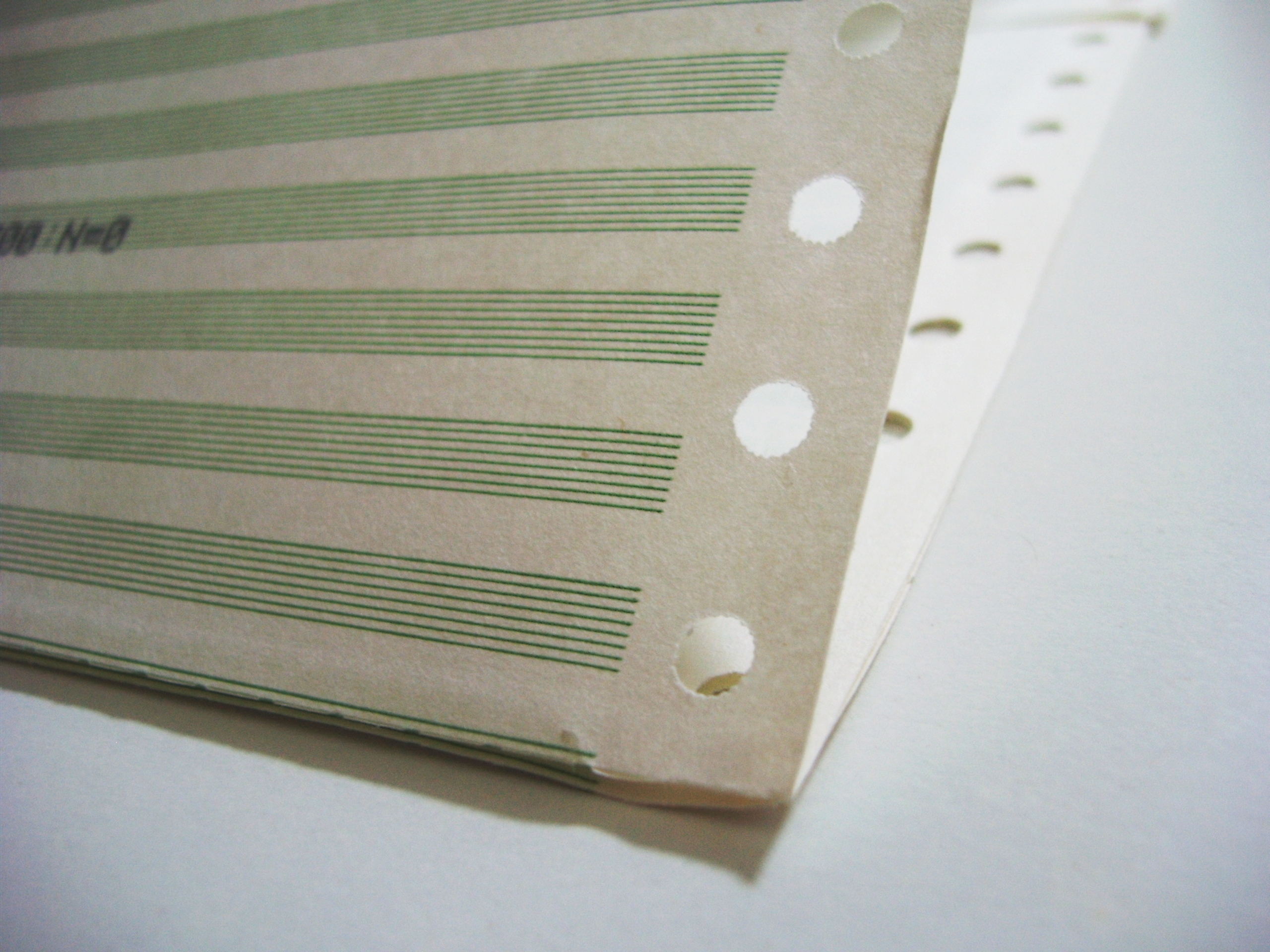
Formulario de papel continuo pre-impreso.

El papel continuo está perforado transversalmente a intervalos regulares con una línea de pequeños agujeros que forman un borde débil (troquel) y definen el inicio y el fin de cada hoja, permitiendo separarlas fácilmente. Cuando se despliega en una hoja plana y continua, esta línea de perforaciones "desaparece" permitiendo a la impresora imprimir a través del borde perforado sin detenerse o trabarse.
El papel alimenta la impresora, usualmente, en forma vertical, con los costados de la hoja formando los bordes derecho e izquierdo.
El papel se encuentra también perforado longitudinalmente a lo largo de ambos bordes con agujeros de 4 mm de diámetro, espaciados regularmente cada 12,7 mm. Estos agujeros enganchan con las ruedas dentadas que alimentan el papel, pudiendo tirar o empujar el papel dentro (o fuera) de la impresora. Los agujeros, a su vez, pueden ser de un patrón de borde aserrado (maquinaria de producción antigua) o con los bordes suavizados (método de producción de nueva generación).